# Список Народных героев Югославии/А
В настоящем списке в алфавитном порядке представлены все Народные герои Югославии, чьи фамилии начинаются с буквы «А» (всего 25 человек). В списке указаны даты присвоения звания и даты жизни Героев.
- Серым цветом в таблице выделены Герои, награждённые орденом Народного героя посмертно.

## Список Народных героев Югославии, фамилии которых начинаются с «А»
| № п/п | Фото | Фамилия, Имя         | Дата присвоения звания | Годы жизни                         |
| ----- | ---- | -------------------- | ---------------------- | ---------------------------------- |
| 1     |      | Абрлич, Степан       | 9 октября 1953         | 10 апреля 1913 — апрель 1943       |
| 2     |      | Авбель, Виктор       | 20 декабря 1951        | 26 февраля 1914 — 3 апреля 1993    |
| 3     |      | Авбель, Франц        | 13 сентября 1952       | 27 октября 1917 — 24 декабря 1991  |
| 4     |      | Аджия, Божидар       | 26 июля 1945           | 24 декабря 1890 — 9 июля 1941      |
| 5     |      | Айдини, Зейнел       | 9 октября 1953         | 1910 — 7 марта 1942                |
| 6     |      | Аксентиевич, Влада   | 14 декабря 1949        | 24 июня 1916 — 27 марта 1942       |
| 7     |      | Албахари, Нисим      | 27 ноября 1953         | 28 января 1916—1992                |
| 8     |      | Алексич, Велько      | 20 декабря 1951        | 15 апреля 1913 — 13 июня 1943      |
| 9     |      | Андреевич, Елисавета | 9 октября 1953         | 8 января 1923 — 9 января 1943      |
| 10    |      | Андрич, Тадия        | 27 ноября 1953         | 11 сентября 1919 — 18 декабря 1941 |
| 11    |      | Анджюс, Нико         | 27 ноября 1953         | 15 декабря 1912 — 9 июля 1944      |
| 12    |      | Антич, Вицко         | 27 ноября 1953         | 2 октября 1912 — 12 марта 1999     |
| 13    |      | Антолович, Йосип     | 20 декабря 1951        | 1916—1997                          |
| 14    |      | Антонич, Милан       | 20 декабря 1951        | 2 октября 1918 — 24 октября 1997   |
| 15    |      | Антунович, Илья      | 20 декабря 1951        | 1919—2005                          |
| 16    |      | Антунович, Риста     | 6 июля 1953            | 25 июня 1917 — 6 января 1998       |
| 17    |      | Анушич, Тадия        | 20 декабря 1953        | 1896 — 26 января 1942              |
| 18    |      | Апостолский, Михайло | 9 октября 1953         | 8 ноября 1906 — 7 августа 1987     |
| 19    |      | Арсениевич, Мирко    | 9 октября 1953         | 9 октября 1915 — 9 июля 1944       |
| 20    |      | Арсенич, Борко       | 27 ноября 1953         | 20 июля 1917 — 16 февраля 1981     |
| 21    |      | Арсов, Люпчо         | 29 ноября 1953         | 19 мая 1910 — 10 ноября 1986       |
| 22    |      | Асович, Мухарем      | 10 июля 1953           | 25 марта 1912 — январь 1943        |
| 23    |      | Атанасовский, Киро   | 20 декабря 1951        | 1923 — 7 апреля 1944               |
| 24    |      | Ацев, Мирче          | 29 июля 1945           | 26 сентября 1915 — 4 января 1943   |
| 25    |      | Ацева, Вера          | 27 ноября 1953         | 24 ноября 1919 — 11 ноября 2006    |